# Rotkreuz
Rotkreuz è la frazione-capoluogo del comune svizzero di Risch, nel Canton Zugo.

## Storia
Storicamente di scarsa importanza, la località iniziò a svilupparsi dopo l'apertura della stazione ferroviaria, posta all'incrocio delle linee Rupperswil-Immensee e Zugo-Lucerna.
Oggi Rotkreuz è il capoluogo del comune di Risch, e vi vive la grande maggioranza della popolazione comunale.

## Infrastrutture e trasporti

### Strade
Rotkreuz è un importante nodo stradale: il centro abitato è attraversato dalla strada principale 4, mentre nelle vicinanze corrono le autostrade A4 (strada europea E41) e A14.

### Ferrovie
Il centro abitato è servito dalla stazione di Rotkreuz, posta all'incrocio delle linee Rupperswil-Immensee e Zugo-Lucerna.